# Новая Скварява
Новая Скварява (укр. Нова Скварява) — село в Жолковской городской общине Львовского района Львовской области Украины.
Население по переписи 2001 года составляло 1174 человека. Занимает площадь 27,08 км². Почтовый индекс — 80353. Телефонный код — 3252.

## Гидрография
- Исток реки Свинья.